# Edith Rawdon-Hastings, X contessa di Loudoun
Edith Maud Rawdon-Hastings, X contessa di Loudoun (10 dicembre 1833 – 23 gennaio 1874) è stata una scrittrice scozzese.

## Biografia
Era la figlia di George Rawdon-Hastings, II marchese di Hastings, e di sua moglie, Barbara Yelverton, XX baronessa Grey de Ruthyn.
Nel 1859 il suo nome fu cambiato legalmente in Edith Maud Abney-Hastings per atto del Parlamento.
Nel 1868 succedette a Henry Rawdon-Hastings, IX conte di Loudoun come Contessa di Loudoun.

## Matrimonio
Sposò, il 30 aprile 1853, Charles Abney-Hastings, I barone Donington (1822-1895), figlio di Thomas Clifton. Ebbero sei figli:
- Lady Flora Paulyna Hetty Barbara Abney-Hastings (13 febbraio 1854-11 aprile 1887), sposò Henry Fitzalan-Howard, XV duca di Norfolk, ebbero un figlio;
- Charles Rawdon-Hastings, XI conte di Loudoun (5 gennaio 1855-17 maggio 1920);
- Paulyn Francis Cuthbert Rawdon-Hastings (21 ottobre 1856-19 ottobre 1907), sposò Lady Maud Grimston, ebbero sei figli;
- Gilbert Clifton-Hastings-Campbell, III barone Donington (29 maggio 1859-31 maggio 1927);
- Henry Cecil Plantagenet Abney-Hastings (19 giugno 1860-22 novembre 1886);
- Egidia Sophia Frederica Christina Abney-Hastings (9 maggio 1870-6 marzo 1892).

Era molto affezionata alla vecchia dimora della famiglia Mure di Rowallan Castle vicino Kilmaurs, nell'Ayrshire. Ha speso somme considerevoli per ristrutturare l'antico edificio e senza la sua preoccupazione questo edificio straordinario non sarebbe più stato con noi.
Nel 1866 disegnò una foto che chiamò "Scheletro di nozze". Questa immagine è ora nella Tate.

## Ascendenza
|                                                 |                       |                                             | Genitori                                    |  |  | Nonni |  |  | Bisnonni                      |  |  | Trisnonni                  |  |
|                                                 |                       |                                             |                                             |  |  |       |  |  | John Rawdon, I conte di Moira |  |  | John Rawdon, III baronetto |  |
|                                                 |                       |                                             |                                             |  |  |       |  |  | John Rawdon, I conte di Moira |  |  | John Rawdon, III baronetto |  |
|                                                 |                       | Dorothea Levinge                            |                                             |  |  |       |  |  | John Rawdon, I conte di Moira |  |  |                            |  |
| Francis Rawdon-Hastings, I marchese di Hastings |                       |                                             |                                             |  |  |       |  |  | John Rawdon, I conte di Moira |  |  |                            |  |
|                                                 |                       | Elizabeth Hastings, XIII baronessa Hastings | Theophilus Hastings, IX conte di Huntingdon |  |  |       |  |  |                               |  |  |                            |  |
|                                                 |                       | Elizabeth Hastings, XIII baronessa Hastings | Theophilus Hastings, IX conte di Huntingdon |  |  |       |  |  |                               |  |  |                            |  |
|                                                 |                       | Elizabeth Hastings, XIII baronessa Hastings | Selina Shirley                              |  |  |       |  |  |                               |  |  |                            |  |
| George Rawdon-Hastings, II marchese di Hastings |                       | Elizabeth Hastings, XIII baronessa Hastings |                                             |  |  |       |  |  |                               |  |  |                            |  |
|                                                 |                       | James Mure-Campbell, V conte di Loudoun     | James Campbell                              |  |  |       |  |  |                               |  |  |                            |  |
|                                                 |                       | James Mure-Campbell, V conte di Loudoun     | James Campbell                              |  |  |       |  |  |                               |  |  |                            |  |
|                                                 |                       | James Mure-Campbell, V conte di Loudoun     | Jane Boyle                                  |  |  |       |  |  |                               |  |  |                            |  |
| Flora Mure-Campbell, VI contessa di Loudoun     |                       | James Mure-Campbell, V conte di Loudoun     |                                             |  |  |       |  |  |                               |  |  |                            |  |
|                                                 |                       | Flora MacLeod                               | John MacLeod                                |  |  |       |  |  |                               |  |  |                            |  |
|                                                 |                       | Flora MacLeod                               | John MacLeod                                |  |  |       |  |  |                               |  |  |                            |  |
|                                                 |                       | Flora MacLeod                               | Jane MacQueen                               |  |  |       |  |  |                               |  |  |                            |  |
| Edith Rawdon-Hastings, X contessa di Loudoun    |                       | Flora MacLeod                               |                                             |  |  |       |  |  |                               |  |  |                            |  |
|                                                 | Edward Thoroton Gould | Edward Gould                                |                                             |  |  |       |  |  |                               |  |  |                            |  |
|                                                 | Edward Thoroton Gould | Edward Gould                                |                                             |  |  |       |  |  |                               |  |  |                            |  |
|                                                 | Edward Thoroton Gould | Mary Thoroton                               |                                             |  |  |       |  |  |                               |  |  |                            |  |
| Henry Yelverton, XIX barone Grey de Ruthyn      | Edward Thoroton Gould |                                             |                                             |  |  |       |  |  |                               |  |  |                            |  |
|                                                 |                       | Barbara Yelverton                           | Henry Yelverton, III conte di Sussex        |  |  |       |  |  |                               |  |  |                            |  |
|                                                 |                       | Barbara Yelverton                           | Henry Yelverton, III conte di Sussex        |  |  |       |  |  |                               |  |  |                            |  |
|                                                 |                       | Barbara Yelverton                           | Hester Hall                                 |  |  |       |  |  |                               |  |  |                            |  |
| Barbara Yelverton, XX baronessa Grey de Ruthyn  |                       | Barbara Yelverton                           |                                             |  |  |       |  |  |                               |  |  |                            |  |
|                                                 |                       | William Kelham                              | …                                           |  |  |       |  |  |                               |  |  |                            |  |
|                                                 |                       | William Kelham                              | …                                           |  |  |       |  |  |                               |  |  |                            |  |
|                                                 |                       | William Kelham                              | …                                           |  |  |       |  |  |                               |  |  |                            |  |
| Anna Maria Kelham                               |                       | William Kelham                              |                                             |  |  |       |  |  |                               |  |  |                            |  |
|                                                 |                       | …                                           | …                                           |  |  |       |  |  |                               |  |  |                            |  |
|                                                 |                       | …                                           | …                                           |  |  |       |  |  |                               |  |  |                            |  |
|                                                 |                       | …                                           | …                                           |  |  |       |  |  |                               |  |  |                            |  |
|                                                 |                       | …                                           |                                             |  |  |       |  |  |                               |  |  |                            |  |